# Кавтарадзе Юрій Сергійович
Юрій Сергійович Кавтарадзе (12 лютого 1923, Батумі — 5 квітня 1979, Москва, Російська РФСР) — радянський і грузинський кінорежисер і сценарист.

## Біографія
У 1946—1948 роках навчався на живописному факультеті Грузинської Академії мистецтв, потім — на художньому факультеті ВДІКу.
Закінчив режисерський факультет ВДІКу (1956, майстерня С. А. Герасимова і Т. Ф. Макарової).
З 1939 року — актор Тбіліського ТЮГу.
У роки війни — військовий слідчий, начальник штабу партизанського загону імені Миколи Щорса, командир особливої групи по боротьбі з бандитизмом.
Після демобілізації — художник різних тбіліських газет і журналів. Працював на ТБ (творче об'єднання «Екран»).

## Фільмографія

### Режисерські роботи
- 1961: «Багаття горять»
- 1966: «Гра без нічиєї»
- 1974: «Совість»
- 1976: «Спростування»

### Сценарії
- 1966: «Гра без нічиєї»
- 1974: «Совість»
- 1976: «Спростування»
- 1980: «На початку славних справ»
- 1980: «Юність Петра»